# Canepina
Canepina település Olaszországban, Viterbo megyében. Lakosainak száma 2913 fő (2023. január 1.). Canepina Caprarola, Soriano nel Cimino, Vallerano és Viterbo községekkel határos.

## Népesség
A település népessége az elmúlt években az alábbi módon változott:
| Lakosok száma | 3053 | 3025 | 2913 |
|               | 2017 | 2018 | 2023 |